# Stazione di Pove del Grappa-Campese
Stazione di Pove del Grappa-Campese vasútállomás Olaszországban, Veneto régióban, mely Pove del Grappa települést és Bassano del Grappa Campese frazionéját szolgálja ki.

## Vasútvonalak
Az állomást az alábbi vasútvonalak érintik:
- Trento–Velence-vasútvonal

## Kapcsolódó állomások
A vasútállomáshoz az alábbi állomások vannak a legközelebb: 
- Stazione di Bassano del Grappa
- Stazione di Solagna